# Charlotte Amalie West
Charlotte Amalie West – miasto na Wyspach Dziewiczych Stanów Zjednoczonych; na wyspie Saint Thomas. Według danych szacunkowych na rok 2000 liczy około 5,1 tys. mieszkańców.